# Absalón Castellanos Domínguez, Chicomuselo
Absalón Castellanos Domínguez är en ort i Mexiko.   Den ligger i kommunen Chicomuselo och delstaten Chiapas, i den sydöstra delen av landet, 800 km sydost om huvudstaden Mexico City. Absalón Castellanos Domínguez ligger 641 meter över havet och antalet invånare är 103.
Terrängen runt Absalón Castellanos Domínguez är varierad. Runt Absalón Castellanos Domínguez är det ganska glesbefolkat, med 34 invånare per kvadratkilometer. Närmaste större samhälle är Frontera Comalapa, 17,4 km sydost om Absalón Castellanos Domínguez. Omgivningarna runt Absalón Castellanos Domínguez är en mosaik av jordbruksmark och naturlig växtlighet.